# 하나와 에이코
하나와 에이코(塙 英子, 11월 25일~)는 일본의 성우로, 가나가와현 출신다.